# The Tesseract
The Tesseract és una pel·lícula de thriller de 2003 dirigida per Oxide Pang i protagonitzada per Jonathan Rhys-Meyers.Està basada en la novel·la homònima de 1998 d'Alex Garland.
La pel·lícula examina quatre vides aparentment inconnexes reunides a través d'un robatori a l'habitació d'un hotel de Bangkok (a diferència de la novel·la que se situa a Manila). Les interaccions d'un anglès traficant de drogues, un psicòleg anglès, un tailandès assassí i un nen de 13 anys maltractat demostren que la vida és tan complexa que fins i tot els esdeveniments més petits poden tenir conseqüències enormes, fins i tot fatals (és a dir, l'efecte papallona).

## Argument
En Sean, un corredor d'una banda de narcotraficants, s'ha registrat a l'habitació 303 de l'hotel Heaven de Bangkok. Una altra convidada és la Rosa, psicòloga que investiga els nens dels barris marginals, a la planta inferior (habitació 202). A l'habitació del costat, 203, hi ha la Lita, una assassina que està esperant per interceptar el paquet que en Sean espera. Lligant-los a tots junts, hi ha el grum de 13 anys, Wit, un nen de carrer i de dits lleugers.

## Repartiment
- Jonathan Rhys Meyers com a Sean
- Saskia Reeves com a Rosa
- Alexander Rendell com a Wit
- Carlo Nanni com a Roy
- Lena Christenchen com a Lita

## Recepció
Va rebre el premi a la millor fotografia al XXXVI Festival Internacional de Cinema Fantàstic de Catalunya.